# Leptomenes eumeniformis
Leptomenes eumeniformis är en stekelart som beskrevs av Giordani Soika. Leptomenes eumeniformis ingår i släktet Leptomenes och familjen Eumenidae. Inga underarter finns listade i Catalogue of Life.